# Fakarava
Fakarava és un atol de les Tuamotu, a la Polinèsia Francesa. Està situat al centre i a l'oest de l'arxipèlag, a 488 km al nord-est de Tahití. És el cap de la comuna de Fakarava que inclou set atols.

## Geografia
Fakarava és un atol rectangular de 60 km de llarg i 25 km d'ample. És el segon atol més gran de les Tuamotu, després de Rangiroa, amb una superfície de 31 km² i una llacuna de més de 1.000 km². L'atol disposa de dos passos a l'interior, un al nord i un altre al sud. El pas nord de Garuae és el més gran de la Polinèsia Francesa. És molt ric en fauna marina amb rajades, mantes, barracudes, meros, tortugues i dofins. És un centre important del submarinisme esportiu.
| Toau 15 km     | Aratika 48 km | Kauehi 43 km |
| Niau 53 km     |               | Raraka 49 km |
| Mehetia 301 km | Anaa 86 km    | Faaite 21 km |

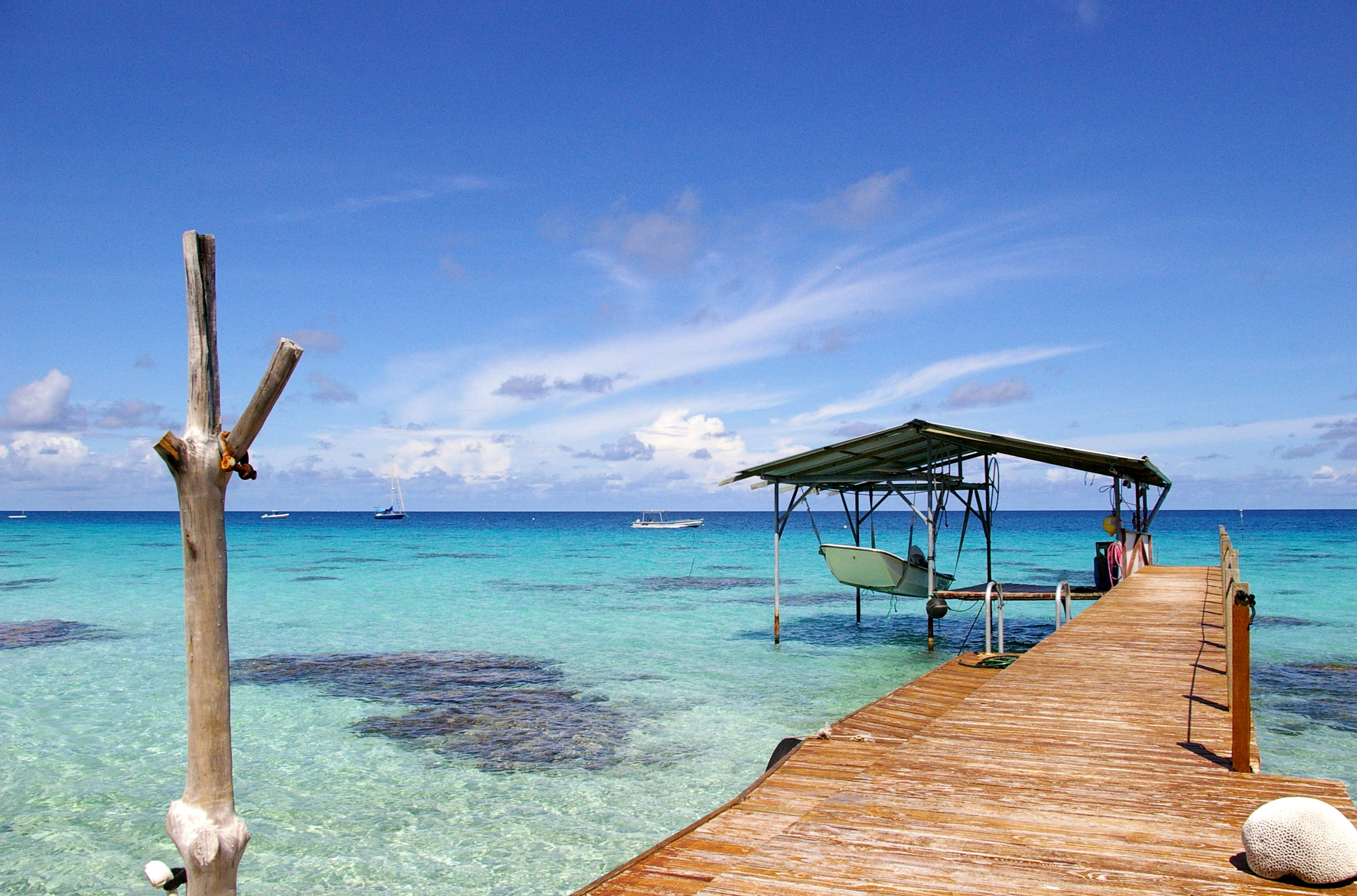
Vista de la llacuna de Fakarava

La vila principal és Rotoava, situada al nord-est prop del pas de Garuae. Al pas sud hi ha la vila de Tetamanu, antiga capital de l'illa i residència de l'administrador de les Tuamotu durant el segle xix. La població total era de 699 habitants al cens del 2002. El desenvolupament del turisme, amb la construcció d'un hotel, ha incrementat la població els darrers anys. A més del turisme al voltant del submarinisme, l'economia es basa en l'explotació de la copra i el cultiu de nacre i perles.
L'atol compta amb un aeroport al nord, i un port.

## Història
Antigament era conegut com a Havaiki o Havai'i, i Farea. El nom sagrat Havaiki es troba en altres indrets com ara Savai'i, Raiatea i Hawaii. Un altre nom colonial era Wittgenstein. L'atol va ser descobert per Fabian Bellinghausen, el 1820. Va ser evangelitzat pel catòlic Laval, el 1849, i es va construir la primera església, el 1850, a Rotoava. Al final del segle xix va ser el centre administratiu de les Tuamotu.